# New Pedestrianism

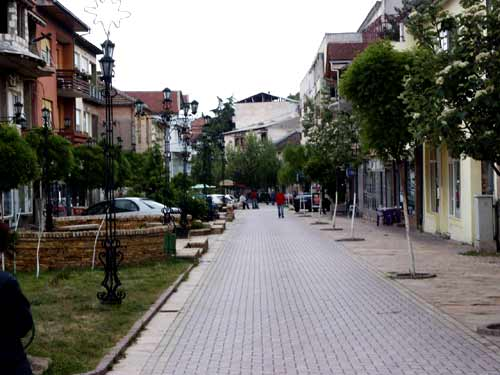
Beispiel für die Neue Fußgängerkultur – eine Straße im neuen Zentrum von Radoviš, Mazedonien.

New Pedestrianism (oder kurz NP), deutsch etwa: „Neue Fußgängerkultur“, ist eine Variante des New Urbanism im Städtebau. Sie wurde 1999 durch Michael Edward Arth, einen amerikanischen Künstler, Designer, Futuristen und Autor begründet. Sie spricht Probleme an, die in Verbindung mit dem New Urbanism auftreten und ist ein Versuch, verschiedene soziale, gesundheitliche, energierelevante, wirtschaftliche, ästhetische und Umweltprobleme zu lösen, mit besonderem Augenmerk auf die Verminderung der Rolle des Autos und die Steigerung der Fußgängerfreundlichkeit. Ein Viertel oder eine neue Stadt, die sich NP zu Nutze macht, nennt man Pedestrian Village (Fußgängerdorf). Pedestrian Villages können von nahezu autofrei bis zur Anordnung von Autozufahrten hinter nahezu jedem Heim und Geschäft variieren, jedoch liegt die Fußgängerzone immer vorne.
New Pedestrianism wurde für Kisima Kaya vorgeschlagen, eine neue Stadt in Kenia, für Tiger Bay Village, FL als eine Lösung für das Obdachlosenproblem und für neue Städte und Viertel, die überall gebaut werden, ob als Umrüstung existierender Viertel, Ausfachung, Stadtrandgebiete oder gänzlich neue Städte.
Pedestrian Villages (Fußgängerdörfer) haben eine höhere Dichte, da die Gebäude an autofreien Wegen nah aneinander gebaut werden können, ohne die Notwendigkeit für weite Rücksetzungen der Häuser von der Straße, welche typisch sind für die übliche Zersiedelung. Dies wiederum betont den Gebäudeentwurf, auf friedliche und intime öffentliche Plätze und eine Ästhetik, die im Größenverhältnis zu Fußgängern steht.

## Geschichte

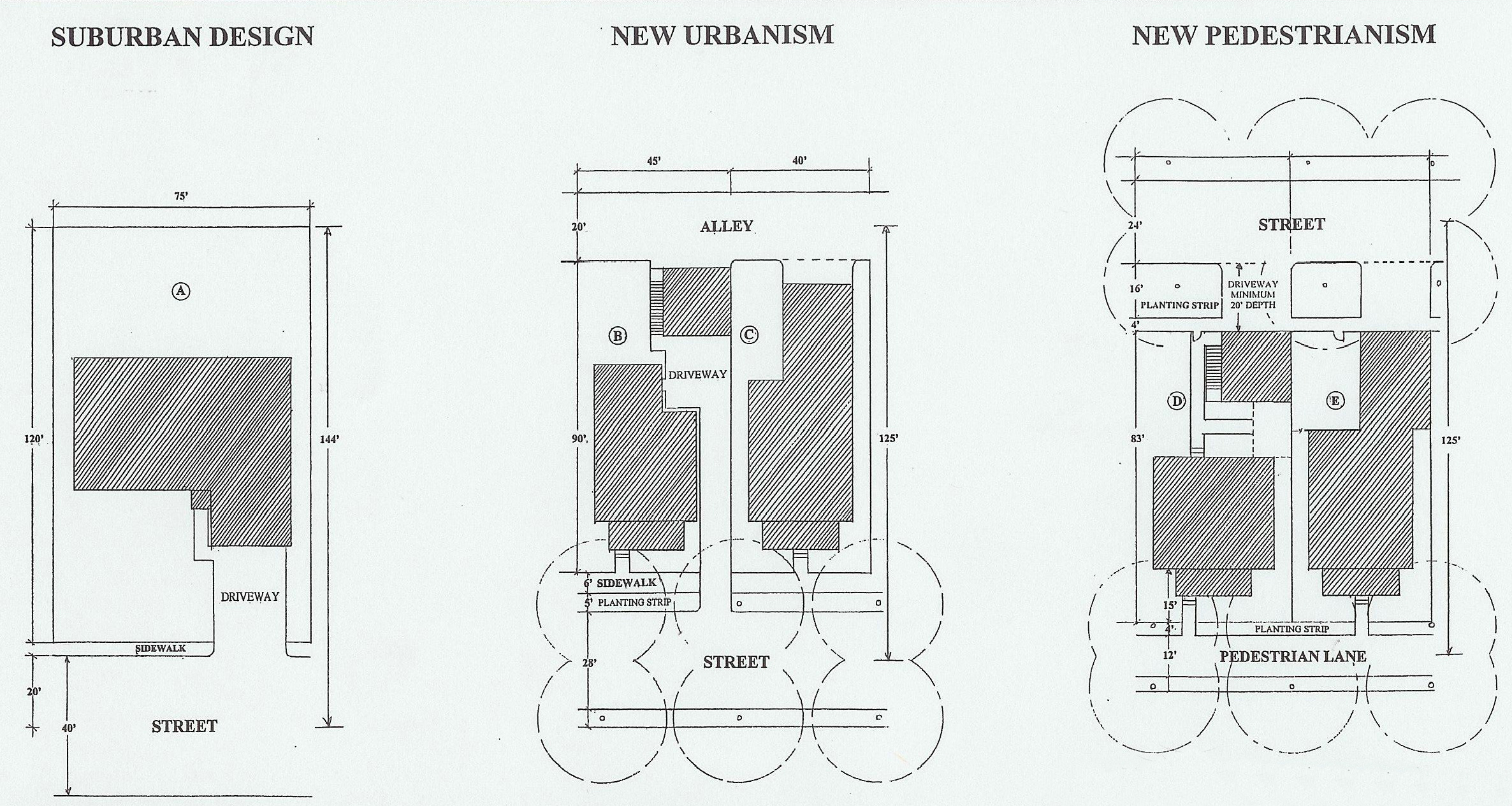
Vergleich von Suburban, New Urbanism and New Pedestrianism

Wie New Urbanism hat New Pedestrianism seine Wurzeln in dichten, mischgenutzten Wohngegenden, die in den USA (und anderswo) in und vor dem ersten Viertel des Zwanzigsten Jahrhunderts üblich waren. New Pedestrianism beruht auf früheren städteplanerischen Experimenten, die sich auf die Trennung von Fußgängern und Fahrzeugen konzentriert haben.
In einigen Strandgemeinden in Südkalifornien, u. a. Venice, Kalifornien wurden um 1905 „Gehstraßen“ in einigen Blöcken in Strandnähe gebaut. Die Häuser lagen an 1–3 m breiten Gehzonen. Schmale Gassen im hinteren Bereich waren für Autos und Parken vorgesehen. Die Kanäle in Venice wurden in demselben Zeitfenster gebaut und hatten ebenfalls beide Gehwege und Kanäle vor dem Haus angeordnet.
Städteplaner Ebenezer Howard und Sir Patrick Geddes hatten früh Einfluss auf den Entwurf von New Jersey, das zum Anbruch des Automobilzeitalters 1929 gebaut wurde. Radburn hatte Fußgängerzonen vorne und Autozugang hinten in sogenannten cul-de-sac Anlagen, die in große Blöcke mit Mischnutzung vorstießen. Eine Studie von John Lansing an der Universität von Michigan 1970 zeigte, dass 47 % seiner Bewohner ihre Einkäufe zu Fuß erledigten, verglichen mit 8 % in der Nähe liegender üblicher Wohngebiete. Er ermittelte auch, dass Radburns Einwohner insgesamt weit weniger Auto fuhren als in anderen Gegenden. Der Radburn-Grundriss wurde seitdem in verschiedenen Ländern wie Schweden, England, Neuseeland und Australien kopiert.
Der San Antonio River Walk, auch bekannt als „Paseo del Rio,“ wurde 1929 angelegt. In diesem Fall wurde der San Antonio Fluss reguliert und in einen friedlichen Kanal mit beidseitigen belebten Promenaden, Plätzen, Straßenrandcafes, Restaurants, Clubs, Läden, Hotels und anderen Angeboten verwandelt, welche von jeglichem Autoverkehr völlig separiert waren. Die Promenaden führen unterhalb der Straßen durch, da sich Paseo del Rio eine Etage unterhalb der Straße, und die Autozufahrt zu den Gebäuden eine Etage oberhalb des Flusses befand.
Dorfheime in Kalifornien wurden 1975 von Michael und Judy Corbett begründet. Die 70 Morgen haben 225 Eigenheime und 20 Wohnungen. Solar Design und Solarkollektoren wurden zur Wärmegewinnung eingesetzt. Die Häuser haben auf der einen Seite Gehwege, die durch ein ausgedehntes Grüngürtelsystem führen und Autozufahrten auf der anderen Seite.
Einige Straßen in der neuen städtischen Bebauung in Florida haben ebenfalls Promenaden vor einem Teil der Häuser.
2005 wurde New Pedestrianism von Arth als Teil einer Lösung für den Wiederaufbau von New Orleans angeboten.

## New Pedestrianism für Obdachlose
Arth schlug vor, dass ein Fußgängerdorf für die Obdachlosen im Kreis Volusia, Florida, als Prototyp für eine nationale Lösung gebaut werden sollte, was weniger kosten würde als das, was er als „momentaner Flicken-Ansatz für das Problem“ beschreibt. Tiger Bay Village würde nahezu autofrei sein und sechs verschiedene Behausungstypen zur Verfügung stellen, welche von Mehrbettkasernen in Gebäuden, die wie traditionelle zweigeschossige Häuser aussehen, bis zu Katrina Cottages variieren. Es würde einen See, Schwimmlagune, Pool, Wanderwege, Gemeinschaftsgärten und Obstgarten geben. Die Bewohner würden helfen, das Dorf zu bauen und zu unterhalten, und es würde auch als Dauerheim für Menschen mit geistiger Behinderung dienen. Alle Bedürfnisse sowohl der kurzfristigen, als auch der langfristigen Bewohner, würden vor Ort gestillt, und das Dorf würde an einer Hauptbuslinie liegen. Der Vorschlag heizte eine nationale Debatte an, wie mit Obdachlosen umgegangen werden sollte, während es zur gleichen Zeit von verschiedenen Quellen als „Resort für Obdachlose“ und „Arbeitslager Reservat“ verspottet wurde.

## Filme über New Pedestrianism (Neue Fußgängerkultur)
New Urban Cowboy: Die Arbeiten des Michael E. Arth, produziert 2007, ist eine abendfüllende Dokumentation, welche die Geschichte von Arths Kampf mit der Umrüstung des Crack Elendsviertels in ein Fußgängerviertel erzählt, während er gleichzeitig die Philosophie des New Pedestrianism erklärt.
The Labors of Hercules: Modern Solutions to 12 Herculean Problems '(Die Aufgaben des neuen Herkules: Moderne Lösungen zu den 12 'Herkules Problemen). Mit 2008 als geplantem Erscheinungstermin folgt diese abendfüllende Dokumentation dem Buch mit demselben Titel und wird gesellschaftliche Fragen ansprechen, die mit New Pedestrianism in Zusammenhang stehen.

## Beispiele
Beispiele für Pedestrian Villages (Fußgängerdörfer) im Stil des New Pedestrianism, welche verschiedene Typen repräsentieren:
- Zwei Häfen, Kalifornien: Beabsichtigtes autofreies Fußgängerdorf auf Catalina Island, Kalifornien. 1999.
- Paseo Del Mar, Santa Barbara, Kalifornien . Fußgängerdorf mit versteckten Autoparkplätzen unterhalb. 1999.
- Garten-Dorf, Austin, Texas. Beabsichtigtes Fußgängerdorf als Ersatz für das Gelände des früheren Müller-Flughafens.
- Zentrum von DeLands 'Historic Garden District. Eingefügte Sanierung einer existierenden Nachbarschaft 2001–2007
- Kisima Kaya, Kenia. Neue geplante Stadt in der Nähe von Nairobi, Kenia. 2006.
- Tiger Bay Village, Florida. Geplantes nahezu autofreies Fußgängerdorf als Lösung für Obdachlosigkeit. 2007.
- Mackinac Insel, Michigan. Obwohl nicht primär in der Idee des New Pedestrianism entworfen, zieht die Insel mit 523 Einwohnern jedes Jahr Hunderttausende von Touristen an. Seit Ende des 19. Jahrhunderts sind keine motorisierten Fahrzeuge auf der Insel erlaubt.